# 安恕站
安恕站，位于中华人民共和国辽宁省辽源市东辽县安恕镇岳家村，是辽开铁路上的火车站，建于2009年，由沈阳铁路局管辖。车站不办理货物发送、到达。

## 歷史
建于2009年。

## 车站位置
位于辽西铁路DK15+100处。

## 外部連結
- 中国铁路客户服务中心（页面存档备份，存于）